# Liste der Bundesstaaten der Vereinigten Staaten nach Lebenserwartung

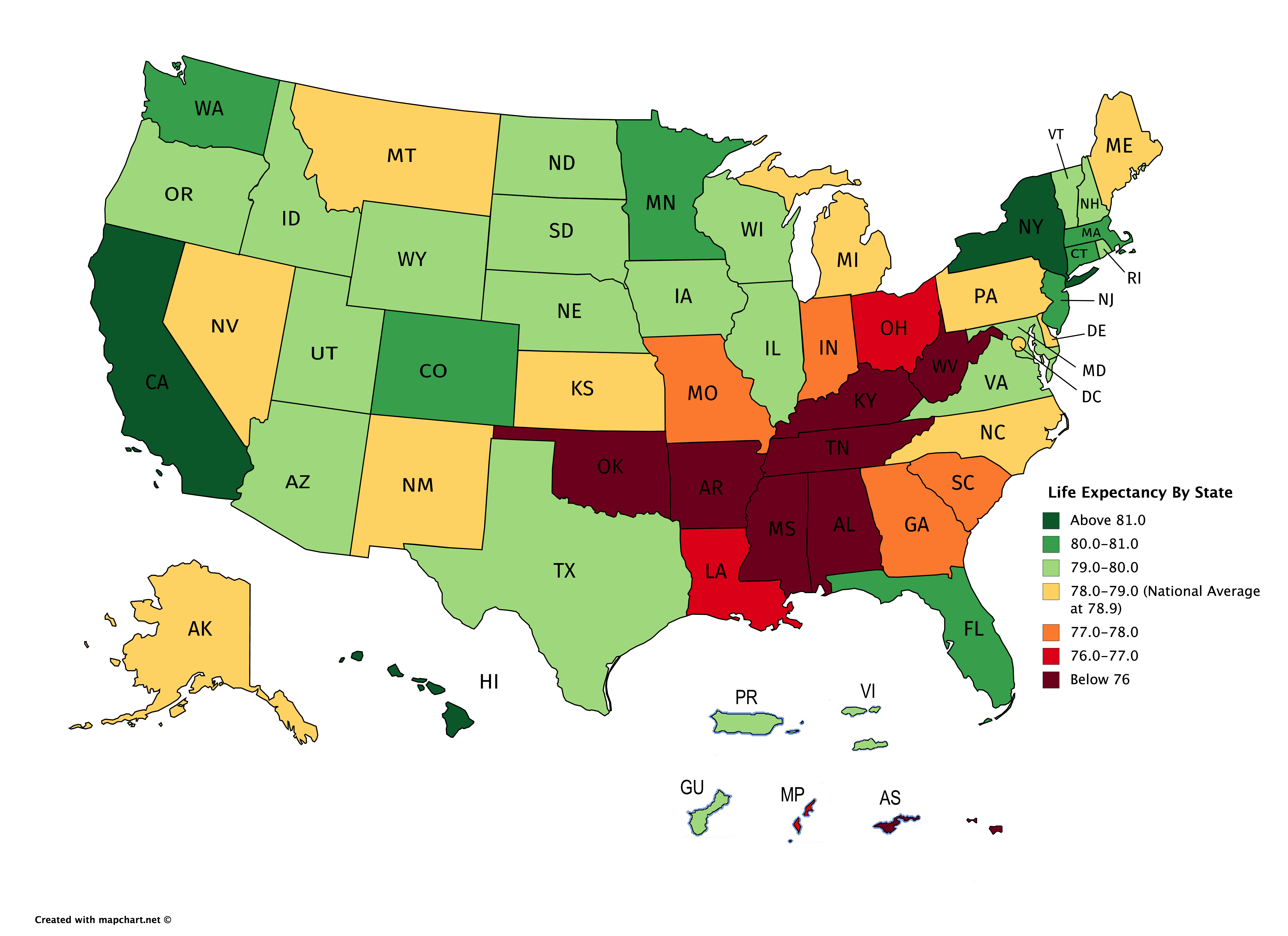
Bundesstaaten nach Lebenserwartung (2018)

Folgende Liste sortiert die Bundesstaaten der Vereinigten Staaten nach der durchschnittlichen Lebenserwartung ihrer Einwohner für das Jahr 2009. Während dieser Zeit hatte der Staat Hawaii mit 81,3 Jahren die höchste Lebenserwartung, während der Staat Mississippi mit etwa 75 Jahren die niedrigste Lebenserwartung aufwies. Die Lebenserwartung im Bundesstaat mit der höchsten Lebenserwartung lag damit ungefähr auf einem Niveau mit den Niederlanden, während die Lebenserwartung beim Bundesstaat mit der niedrigsten Lebenserwartung ungefähr auf dem Niveau von Malaysia lag. Die Lebenserwartung in den USA insgesamt betrug im Durchschnitt etwa 78,9 Jahre und lag damit ungefähr auf dem Niveau von Chile.
Im Jahr 2020 lag die Lebenserwartung in den USA im Durchschnitt bei 77 Jahren und 4 Monaten. Sie lag um anderthalb Jahre niedriger als im Vorjahr, was  vor allem auf die COVID-19-Pandemie zurückgeführt wird.

## Bundesstaaten nach Lebenserwartung
Bundesstaaten nach Lebenserwartung im Jahre 2014. Zusätzlich ist die Lebenserwartung von Männern und Frauen angegeben.
| Rang | Bundesstaat          | Lebenserwartung gesamt | Lebenserwartung Männer | Lebenserwartung Frauen |
| ---- | -------------------- | ---------------------- | ---------------------- | ---------------------- |
| 1    | Hawaii               | 81,15                  | 78,42                  | 83,94                  |
| 2    | Minnesota            | 80,90                  | 78,85                  | 82,90                  |
| 3    | Kalifornien          | 80,82                  | 78,61                  | 82,96                  |
| 4    | Connecticut          | 80,56                  | 78,40                  | 82,57                  |
| 5    | Massachusetts        | 80,41                  | 78,12                  | 82,53                  |
| 6    | New York             | 80,36                  | 78,06                  | 82,48                  |
| 7    | Vermont              | 80,24                  | 78,30                  | 82,14                  |
| 8    | Colorado             | 80,21                  | 78,19                  | 82,21                  |
| 9    | New Hampshire        | 80,15                  | 78,15                  | 82,11                  |
| 10   | New Jersey           | 80,04                  | 77,83                  | 82,09                  |
| 11   | Washington           | 79,99                  | 77,97                  | 82,00                  |
| 12   | North Dakota         | 79,95                  | 77,55                  | 82,44                  |
| 13   | Iowa                 | 79,93                  | 77,52                  | 81,91                  |
| 14   | Utah                 | 79,91                  | 78,21                  | 81,61                  |
| 15   | Wisconsin            | 79,79                  | 77,65                  | 81,90                  |
| 16   | Rhode Island         | 79,76                  | 77,44                  | 81,92                  |
| 17   | Nebraska             | 79,58                  | 77,42                  | 81,72                  |
| 17   | Arizona              | 79,58                  | 77,23                  | 81,98                  |
| 19   | South Dakota         | 79,57                  | 77,17                  | 82,04                  |
| 20   | Idaho                | 79,49                  | 77,59                  | 81,42                  |
| 21   | Florida              | 79,48                  | 76,90                  | 82,04                  |
| 22   | Oregon               | 79,44                  | 77,37                  | 81,48                  |
| 23   | Maine                | 79,32                  | 77,17                  | 81,44                  |
| 24   | Virginia             | 79,18                  | 77,08                  | 81,19                  |
| 25   | Maryland             | 79,16                  | 76,78                  | 81,39                  |
| ...  | Vereinigte Staaten   | 79,08                  | 76,71                  | 81,45                  |
| 26   | Illinois             | 79,02                  | 76,69                  | 81,25                  |
| 27   | Montana              | 78,93                  | 76,90                  | 81,03                  |
| 28   | Pennsylvania         | 78,76                  | 76,32                  | 81,13                  |
| 29   | Kansas               | 78,74                  | 76,51                  | 80,97                  |
| 30   | Delaware             | 78,72                  | 76,78                  | 80,88                  |
| 31   | Wyoming              | 78,62                  | 76,68                  | 80,68                  |
| 32   | Texas                | 78,54                  | 76,22                  | 80,84                  |
| 33   | Alaska               | 78,41                  | 76,33                  | 80,76                  |
| 34   | New Mexico           | 78,35                  | 75,64                  | 81,12                  |
| 35   | Michigan             | 78,26                  | 76,00                  | 80,47                  |
| 36   | Nevada               | 78,11                  | 75,77                  | 80,59                  |
| 37   | Ohio                 | 77,91                  | 75,60                  | 80,15                  |
| 38   | North Carolina       | 77,86                  | 75,42                  | 80,22                  |
| 39   | Missouri             | 77,73                  | 75,27                  | 80,16                  |
| 40   | Indiana              | 77,69                  | 75,32                  | 80,03                  |
| 41   | Georgia              | 77,38                  | 74,99                  | 79,66                  |
| 42   | South Carolina       | 76,89                  | 74,28                  | 79,44                  |
| ...  | District of Columbia | 76,86                  | 74,04                  | 79,47                  |
| 43   | Tennessee            | 76,33                  | 73,69                  | 78,94                  |
| 44   | Kentucky             | 76,26                  | 73,71                  | 78,82                  |
| 45   | Arkansas             | 76,18                  | 73,53                  | 78,87                  |
| 46   | Oklahoma             | 76,09                  | 73,72                  | 78,50                  |
| 49   | West Virginia        | 76,03                  | 73,58                  | 78,55                  |
| 47   | Louisiana            | 75,82                  | 73,08                  | 78,56                  |
| 48   | Alabama              | 75,65                  | 72,91                  | 78,35                  |
| 50   | Mississippi          | 74,91                  | 71,90                  | 77,93                  |

## Ethnische Gruppen nach Lebenserwartung
Die fünf vom US Census Bureau definierten ethnischen Gruppen der Asiaten (engl. Asian Americans), Amerikaner lateinamerikanischer Abstammung (engl. Hispanic or Latino Americans), Weiße (engl. White Americans), Indianer (engl. Native Americans or American Indian) und Schwarze (engl. African American or Black) nach durchschnittlicher Lebenserwartung im Jahre 2009. Asiaten hatten mit 86,7 Jahren die höchste Lebenserwartung aller ethnischen Gruppen in den USA. Ihre Lebenserwartung überstieg auch die gemessene Lebenserwartung in jedem Land weltweit. Schwarze Amerikaner hatten dagegen die niedrigste Lebenserwartung. Ihre Lebenserwartung von 74,6 Jahren entsprach ungefähr dem Niveau von Jordanien. Angegeben ist zudem, in welchem Bundesstaat die ethnische Gruppe die höchste und in welcher sie die niedrigste Lebenserwartung aufweist.
| Ethnische Gruppe      | Lebenserwartung gesamt | Lebenserwartung Männer | Lebenserwartung Frauen | Bundesstaat mit höchster Lebenserw. | Bundesstaat mit niedrigster Lebenserw. |
| --------------------- | ---------------------- | ---------------------- | ---------------------- | ----------------------------------- | -------------------------------------- |
| Asiaten               | 86,67                  | 84,13                  | 88,89                  | New Jersey (89,37)                  | Hawaii (82,04)                         |
| Hispanics und Latinos | 82,89                  | 80,16                  | 85,44                  | Virginia (88,28)                    | New Mexico (78,76)                     |
| Weiße                 | 79,12                  | 76,61                  | 81,48                  | District of Columbia (84,29)        | West Virginia (75,35)                  |
| Indianer              | 76,67                  | 74,04                  | 79,32                  | Kalifornien (80,24)                 | South Dakota (68,17)                   |
| Schwarze              | 74,64                  | 71,39                  | 77,36                  | Minnesota (79,72)                   | District of Columbia (71,61)           |

## Counties mit höchster und niedrigster Lebenserwartung
| Rang | County                 | Bundesstaat  | Lebenserwartung gesamt |
| ---- | ---------------------- | ------------ | ---------------------- |
| 1    | Summit County          | Colorado     | 86,83                  |
| 2    | Pitkin County          | Colorado     | 86,52                  |
| 3    | Eagle County           | Colorado     | 85,94                  |
| 4    | Billings County        | North Dakota | 84,04                  |
| 5    | Marin County           | Kalifornien  | 83,80                  |
| 6    | San Miguel County      | Colorado     | 83,73                  |
| 6    | Fairfax County         | Virginia     | 83,73                  |
| 6    | Aleutians East Borough | Alaska       | 83,73                  |
| 9    | Presidio County        | Texas        | 83,72                  |
| 9    | Douglas County         | Colorado     | 83,72                  |

| Rang | County               | Bundesstaat   | Lebenserwartung gesamt |
| ---- | -------------------- | ------------- | ---------------------- |
|      | Tunica County        | Mississippi   | 70,93                  |
|      | Perry County         | Kentucky      | 70,60                  |
|      | McDowell County      | West Virginia | 70,27                  |
|      | Breathitt County     | Kentucky      | 70,22                  |
|      | Owsley County        | Kentucky      | 70,21                  |
|      | Buffalo County       | South Dakota  | 69,05                  |
|      | Sioux County         | North Dakota  | 68,59                  |
|      | Todd County          | South Dakota  | 68,52                  |
|      | Union County         | Florida       | 67,57                  |
|      | Oglala Lakota County | South Dakota  | 66,81                  |